# Latitud 63

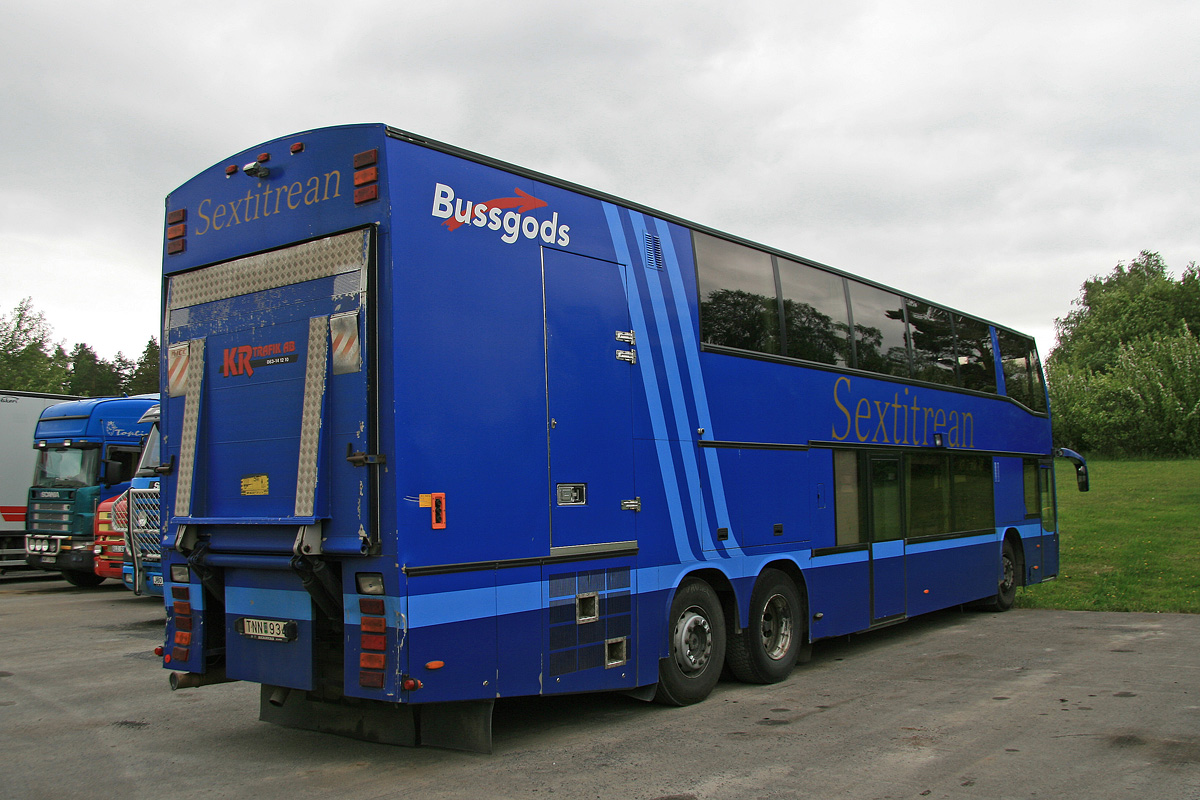
Helmark 420SEL på Scania K124-chassi, tillhörande Klövsjö-Rätan Trafik AB, på linje 63

Latitud 63 var en busslinje som gick mellan Östersund, Dorotea och Umeå. 
Bussen kördes med planering och biljetter från Länstrafiken i Jämtland och Länstrafiken i Västerbotten. Linjen hade nummer 63. Det gick 1-3 bussar per dag och restiden var cirka 6 timmar. Det var den enda busslinjen mellan Östersund och Umeå och den snabbaste markförbindelsen. Alternativ till linjen innebar buss/tåg via Örnsköldsvik eller Sundsvall, alternativt flyg.

## Historik
Linjen hade nummer 50 när den började köras av Postens diligenstrafik, som på slutet av 80-talet körde de gula bussarna 7766 "Beethoven" och 7767 "Mozart" på linjen. Dessa var av märket Volvo B10M med Wiima Finlandia-kaross. Bussarna möttes vid hotellet i Dorotea, där alla resenärer kunde äta mat eller bara fika. På samma ställe bytte förarna buss och kunde då köra samma väg hem.
Den 8 juni 1991 tog medlemsföretagen Centrala Buss i Jämtland och Busspoolen i Västerbotten över körningen. Detta skedde via företagen Brunflo Buss och Vännäs Buss. Bussarna var av märket Volvo B10M med Carrus Star-karosser, mörkröda med texten Latitud 63 på sidan. Det var då som 63:an fick sitt nuvarande linjenummer.
I juni 2003 togs trafiken över av KR Trafik, som satte in blå dubbeldäckare av märket Scania med Helmark-kaross. Senare, från cirka 2006, bytte bussarna förare i Hoting, och istället för matrast var det kort rast i Åsele, Dorotea och Strömsund.